# ジョー・ダマト
ジョー・ダマト（Joe D'Amato, 出生名はアリスティデ・マッサチェージ（Aristide Massaccesi）, 1936年12月15日 - 1999年1月23日 ）は、映画監督、映画プロデューサー、撮影監督、脚本家である。イタリア、ローマ生まれ。

## 略歴
チネチッタで電気技師として働く父親を通じて映画の環境に親しむようになった。
1961年には撮影技師としてのキャリアをスタートさせる。撮影技師、撮影監督時代は本名のアリスティデ・マッサチェージ名義で活躍。ジャン＝リュック・ゴダール監督の『軽蔑』(1963)でのカメラ・アシスタントを始め、多くのマカロニ・ウェスタン映画や『新・黄金の七人 7×7』(1968)などのアクション映画でカメラ・オペレーターを担当する。
1969年には撮影監督に昇格する。撮影監督としてのマッサチェージ（後のダマト）は非常に優秀な腕を持っていた。深みのある色彩感覚を活かした映像美と流麗なカメラ・ワークが特徴的であり、後にジョー・ダマトと名乗ってB級映画を乱作した人物の仕事とは信じられないほど、緻密で華麗な撮影技術であった。撮影を担当した作品は『ソランジェ/残酷なメルヘン』(1972)のようなサスペンス、『続シンジケート』(1973)のようなアクション、『レディ・イポリタの恋人/夢魔』(1974)のようなホラーといった通俗的な娯楽映画であったが、どの作品もマッサチェージの映像美によって詩的な風格を与えられたと評価される。
1972年には撮影監督として他作品を手掛けながら自ら監督として映画の製作を開始。マカロニ・ウェスタンやコメディなど数作の低予算映画を演出したが、いずれも他人との共同監督であるため監督クレジットに名前は出さなかった。
初めて単独で監督を手掛けた第1作『欲情の血族』(1973)はクラウス・キンスキーを主演に迎えたホラー映画であった。この時点ではまだ本名アリスティデ・マッサチェージ名義でクレジットされている。同作は後にダマトが監督した作品に比べると遥かに上質で丁寧な仕事振りであり、華麗な光と色彩による詩的な映像感覚を活かした怪奇映画の佳作と言える。
その後、ポルノ映画を皮切りにジャンルを問わずヒット作を無節操に模倣した低予算映画を量産するようになる。ソード&サンダル、食人族もの、ゾンビもの、スプラッター、世紀末バイオレンスものなどその数は200を超える。1973年の"Diario di una vergine romana"辺りから「ジョー・ダマト」の名義を使用するようになり、以降も複数の名義を使い分ける中で、ダマト名義の知名度が最も高くなる。
監督兼プロデューサーとして低予算映画を乱作するうちに、かつてアリスティデ・マッサチェージ名義で撮影監督として活躍していた時期の華麗な映像美は失われ、即物的なショックとエロを売り物にするキワモノ映画作家という悪評がつきまとうようになった。イタリア映画界でダマトに先駆けて撮影監督からホラー映画監督に転身したマリオ・バーヴァやマッシモ・ダラマーノが、監督になってからも華麗な映像美にこだわり抜いた姿勢とは対称的であった。
『ビヨンド・ザ・ダークネス/嗜肉の愛』(1979)、『猟奇!喰人鬼の島』(1980)及び"Rosso sangue"(1981)といった3作は、ダマトの監督作としては比較的手堅い作りのショック映画に仕上げていることから、1980年代前半のスプラッター映画ブームの中でそこそこの成功を収めた。現在でもカルト映画として一定の評価を得ている。
最大の関心事は配給収入であり、作品性や芸術性は二の次で「金にならなかったら失敗作」と公言していた。　その姿勢は自ら手掛けた映画にも徹底しており、カルト映画マニアとして知られるクエンティン・タランティーノによるイタリアンホラー映画の再評価の動きで過去の自作が取り上げられても無関心だった。
1980年代以降はプロデューサーとしても手腕を発揮している。ミケーレ・ソアヴィを『アクエリアス』(1987)で監督デビューさせたことや、ルチオ・フルチ監督の遺作となった『ヘルクラッシュ!/地獄の霊柩車』(1992)を製作したことなどが功績として挙げられる。
1999年1月23日に死去。63歳没。
息子のダニエレ・マッサチェージも撮影技師及び撮影監督となった。『ジェミニマン』や『プロメテウス』などのハリウッド映画のカメラオペレーターを担当した後、『マトリックス レザレクションズ』やイタリア映画『夜陰に消えて』などの撮影監督を担当している。

## 数々の変名
作品クレジットには変名を多数用いることで知られ。　その変名は次の通り。
- ケヴィン・マンキューゾ Kevin Mancuso
- サラ・アスプルーン Sarah Asproon
- ジョン・シャドー John Shadow
- スティーヴ・ベンソン Steve Benson
- ダニエル・デイヴィス Daniel Davis
- ダリオ・ドナッティ Dario Donati
- デヴィッド・ヒルズ David Hills
- フェデリコ・スロニスコ Federico Slonisco
- フレッド・スロニスコ・Ｊｒ Fed Slonisco Jr.
- マイケル・ウォトルーバ Michael Wotruba
- ラフ・ドナート Raf Donato

## フィルモグラフィ

### 監督・脚本
- 『欲情の血族』La morte ha sorriso all'assassino (1972) アリスティデ・マッサチェージ名義
- 『猟奇変態地獄』 Emanuelle e gli ultimi cannibali（1977）　アリスティデ・マッサチェージ名義
- "Emanuelle in America" (1977)
- 『ビヨンド・ザ・ダークネス/嗜肉の愛』 Buio Omega（1979）　アリスティデ・マッサチェージ名義
- 『ゾンビ99』 Le notti erotiche dei morti viventi（1979）
- 『猟奇！喰人鬼の島』 Anthropophagus（1980）
- "Rosso sangue" (1981)
- 『世紀末戦士アトー／炎の聖剣』 ATOR（1982）デヴィッド・ヒルズ名義
- 『カリギュラ2』 CALIGOLA: LA STORIA MAI RACCONTATA（1982）デヴィッド・ヒルズ名義
- 『ブラッド・ピーセス／悪魔のチェーンソー』MIL GRITOS TIENE LA NOCHE（1983）　脚本　ジョン・シャドー名義
- 『核戦士シャノン』 ENDGAME - BRONX LOTTA FINALE（1983）スティーヴ・ベンソン名義
- 『キリング・バード』 KILLING BIRDS - UCCELLI ASSASSINI（1987）フレッド・スロニスコ・Ｊｒ名義

### 撮影監督
- 『十字架の長い列』(1969)
- 『ソランジェ/残酷なメルヘン』(1972)
- 『新・さすらいの用心棒 ベン&チャーリー』(1972)
- 『シシリアンマフィア』(1972)
- 『デビルズ・ウェディングナイト』(1973)
- 『エンジェル・グラディエーター』(1973)
- 『続シンジケート』(1973)
- 『マッシュ全員集合!ハチャメチャ軍隊大奮戦』(1974)
- 『秘められた好奇心/テーブルの下の誘惑』(1974)
- 『レディ・イポリタの恋人／夢魔』(1974)
- 『華麗なる復讐』(1974)
- 『ビッグ・マグナム77』(1976)

### プロデューサー
- 『アクエリアス』（1987）
- 『ゴーストハウス』（1987）
- 『キリング・バード』（1987）
- 『エクソシストの謎』（1988）
- 『トロル2/悪魔の森』（1990）
- 『ヘルクラッシュ!/地獄の霊柩車』（1992）